# Direkcija Republike Slovenije za ceste
Die Direkcija Republike Slovenije za ceste, zu deutsch Direktion der Republik Slowenien für Straßen war von 1994 bis 2014 die Straßenverwaltungsgesellschaft Sloweniens und wird heute durch die DARS d.d. ersetzt.